# 阿弥陀三尊
阿弥陀三尊（あみださんぞん）は、仏教における仏像安置形式の一つである。
阿弥陀如来を中尊とし、その左右に左脇侍の観音菩薩と、右脇侍の勢至菩薩を配する三尊形式である。根拠は『無量寿経』・『観無量寿経』である。
観音菩薩は阿弥陀如来の「慈悲」をあらわす化身とされ、勢至菩薩は「智慧」をあらわす化身とされる。
脇侍の観音菩薩は、頭上の髻の正面に阿弥陀の化仏（けぶつ）を表し、勢至菩薩は同じ位置に水瓶を表すので、両脇侍は比較的区別がつけやすい。
日本では、東京国立博物館が収蔵する「銅造阿弥陀如来及両脇侍像（法隆寺献納）」（重要文化財、飛鳥時代）や、橘三千代の念持仏と伝えられる法隆寺の「銅造阿弥陀如来及両脇侍像（伝橘夫人念持仏）」（国宝、飛鳥時代、大宝蔵院収蔵）などが古い作例である。

## 形式
主に下記の形式がある。
- 三尊とも立像（りゅうぞう）
- 三尊とも坐像
- 中尊坐像・脇侍立像
- 中尊坐像・脇侍跪坐（きざ）[4]

中尊は坐像、脇侍は跪坐とするものは、来迎形式の阿弥陀三尊像である。この場合、左脇侍の観音菩薩は往生者を迎え取るための蓮台を捧げ持ち、右脇侍の勢至菩薩は合掌する例が多い。
中尊は右手を施無畏の印、左手を刀印を結んだ像が一般的である。
また、地蔵菩薩と龍樹菩薩を含めて五尊像とした作例もみられる。

## 日本の国宝に指定されている阿弥陀三尊像

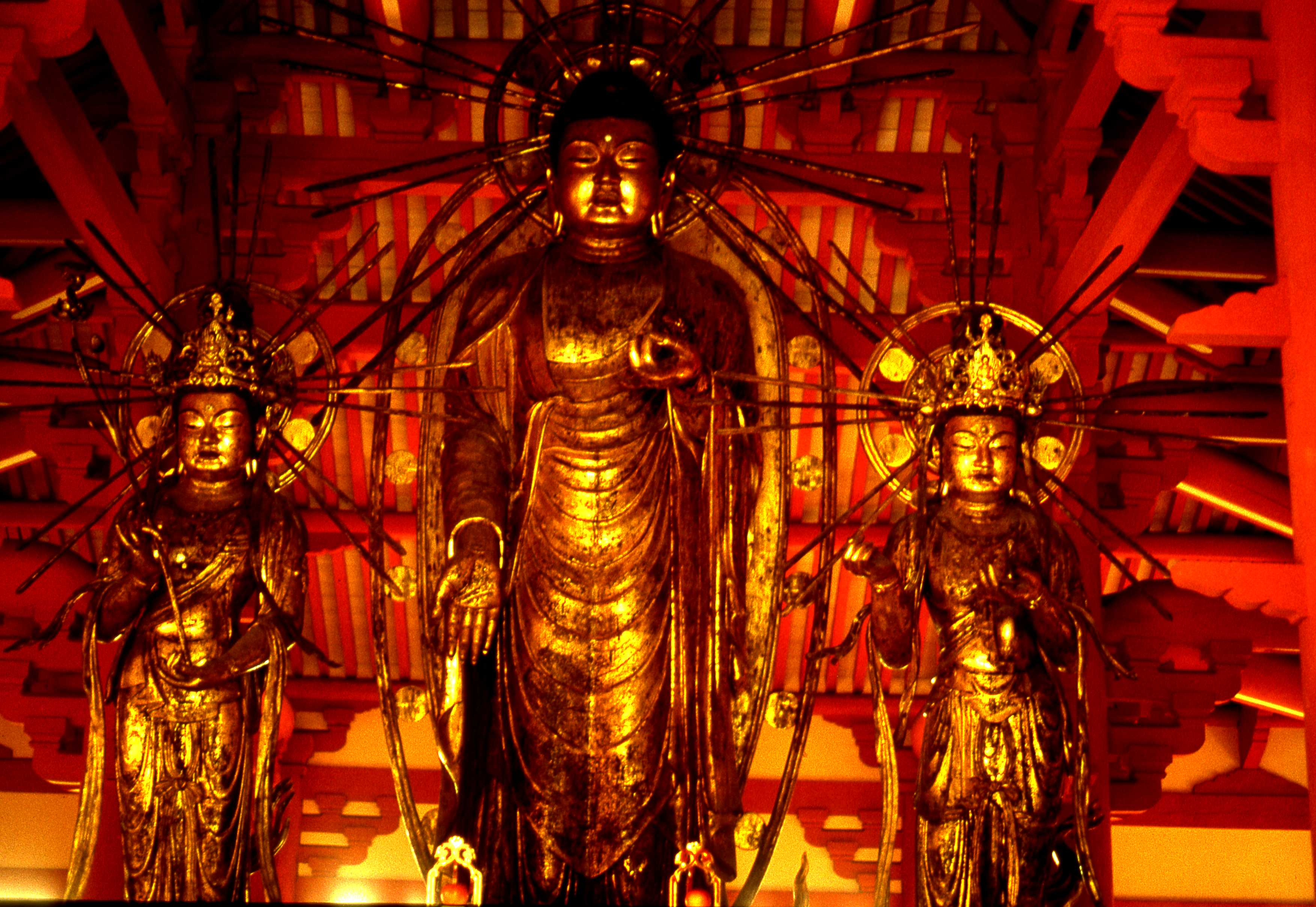
木造阿弥陀如来及両脇侍像
浄土寺

「太字」は、国宝指定名称。
中尊寺（岩手県）
「金色堂堂内諸像及天蓋」の諸像（31躯）のうち「木造阿弥陀如来及両脇侍像」
中央壇三尊・左壇三尊・右壇両脇侍の計8躯が国宝に指定される。
平安時代、中尊坐像・脇侍立像、中尊寺金色堂安置。
清凉寺（京都府）
「木造阿弥陀如来及両脇侍坐像（棲霞寺旧本尊）」
平安時代、三とも尊坐像、霊宝館安置。
仁和寺（京都府）
「木造阿弥陀如来及両脇侍像（金堂安置）」
平安時代、中尊坐像・脇侍立像。
三千院（京都府）
「木造阿弥陀如来及両脇侍坐像（往生極楽院阿弥陀堂安置）」
平安時代、中尊坐像・脇侍跪坐。
法隆寺（奈良県）
「銅造阿弥陀如来及両脇侍像（伝橘夫人念持仏）」
飛鳥時代、中尊坐像・脇侍立像、大宝蔵院収蔵。
浄土寺（兵庫県）
「木造阿弥陀如来及両脇侍立像（浄土堂安置）」
鎌倉時代、快慶作、三尊とも立像。

## 日本の重要文化財に指定されている阿弥陀三尊像
「太字」は、重要文化財指定名称。
願成寺（福島県）
「木造阿弥陀如来及両脇侍坐像」
三尊ともに寄木造で鎌倉時代初期の作。
心光院（京都府）
「木造阿弥陀如来及両脇侍像」
中尊坐像（寄木造漆箔）は平安時代後期、脇侍跪坐像（木造漆箔玉眼）は室町時代の作。

## 善光寺の阿弥陀三尊像
一般に三尊像を包み込むように大型の後背を付けたものを一光三尊形式と呼ぶ。鎌倉時代に浄土宗によって、善光寺の阿弥陀三尊像を模したものは一光三尊形式をとり、阿弥陀如来を本尊、両脇侍を観音、勢至とみなすと決められ、以来この形式を「善光寺式阿弥陀三尊」と呼ぶ。
善光寺式阿弥陀三尊の元となった、信州善光寺の本尊「一光三尊阿弥陀如来像」（本堂の瑠璃壇内部に安置）は、「絶対秘仏」である。
『扶桑略記』の中の「善光寺縁起」などによれば、中尊は一尺五寸（約50センチメートル）、両脇侍は一尺（約33.3センチメートル）と法量が記されている。
その秘仏本尊を模して作られたとされる前立本尊「金銅阿弥陀如来及両脇侍立像〈一光三尊仏／（内仏殿安置）〉」（鎌倉時代）は、重要文化財に指定されている。
その前立本尊も、「善光寺前立本尊御開帳」以外は非公開で御宝庫に収蔵されている。朝の勤行や法要などの限られた時間のみ瑠璃壇の前の金色の幕が上がり、金色に彩られた瑠璃壇を部分的に拝観できる。